# Yamaguchi (ciutat)
Yamaguchi (山口市, Yamaguchi-shi) és la capital de la Prefectura de Yamaguchi, al Japó. És la capital prefectural menys poblada del Japó. La ciutat fou fundada el 10 d'abril de 1929.
El 2010 la ciutat tenia 194.971 habitants, i una densitat de 194,44 hab/km². La seva superfície és de 1.023,31 km².
La ciutat és un centre comercial agrícola, i té indústries alimentàries i tèxtils, i també una universitat. Entre els monuments de la ciutat, destaca un famós temple budista, Rurikōji, i una catedral catòlica, que commemora la visita a la ciutat de Sant Francesc Xavier i la introducció del cristianisme al Japó el 1550.

## Ciutats agermanades
- Pamplona, Navarra, Espanya
- Jinan, Xina
- Gongju, Corea del Sud
- Zouping, Xina